# 新井将敬事件
新井将敬事件（あらいしょうけいじけん）とは新井将敬衆議院議員の株取引に絡む事件

## 概要
新井は大蔵省を辞めて1983年の第37回衆議院議員総選挙で落選した後の1984年頃に知人の紹介で知り合った日興証券に口座開設を依頼。この際に新井が日興証券で借名口座を開こうとしたが、日興証券から「借名口座は脱税の温床となる危険があるため、大蔵省通達で禁止されている」等と証券取引のルールを説明し、「借名で取引をすると不正行為になるので、本人名義でやってほしい」と要望し、新井は本人名義で同年6月に口座を開き、別に新経営経済研究会名義の借名口座も追加して、1993年9月まで取引を続けた。新井の口座では継続的に違法な一任勘定取引が行われ、日興証券による利益の付け替え等で計2億8484万円の利益を上げた。
1995年に新井が日興証券での取引を再開する際に、知人名義での借名口座開設を要求した。日興証券は当初は断っていたが、再三にわたる要求と大蔵省OBである新井の大蔵省への影響力を考慮して、同年10月に知人名義の借名口座を開設し、違法な一任勘定取引で日興証券による利益の付け替え等で約4100万円の利益を上げた。
この取引は1997年12月に発覚。新井は12月22日の記者会見で借名口座を認めたが一任勘定取引や日興証券への利益要求は否定した。1998年1月30日の衆議院で新井は参考人招致され、「日興証券の借名口座となった1億2000万円の取引原資は支援者のオーナー会社から無担保で借りた1億円と自己資金2000万円」とした上で支援者の詳細については公表を避け、「運用益約4100万円について、一部は借入金の返済、一部は個人的用途に充て、将来の政治資金用途のため約2000万円は現金で手元にプールした」とし、過去の記者会見同様に一任勘定取引や利益要求は否定した。
事件発覚後に検察は日興証券に対して一任勘定取引と利益付け替えの証券取引法違反容疑で、新井については利益要求した証券取引法違反容疑で捜査が行われた。1998年2月18日に検察から衆議院へ新井に関して日興証券に計2815万円の利益供与を受けた証券取引法違反容疑で逮捕許諾請求が出され、衆議院議院運営委員会で可決された。同年2月19日に衆議院本会議で可決が確実視される中で新井が東京都港区のホテルで自殺体として発見された。
1998年4月3日に大蔵省は新井に不正な利益供与をしていた日興証券に対して自己売買業務を4月10日から5月9日まで1ヶ月間の停止を柱とする行政処分とした。同年4月30日に東京証券取引所と日本証券業協会は新井に不正な利益提供等をしていた日興証券に対し、過怠金5200万円（東証分は2000万円、日証協分は3200万円）を科す処分を行った。
刑事訴訟については新井は被疑者死亡で不起訴処分となったが、法人としての日興証券と役員2人については新井将敬事件だけでなく小池隆一事件についても証券取引法違反で起訴され、1998年9月21日に以下の判決が言い渡された。
- 日興証券法人 - 罰金1000万円
- 日興証券元株式担当副社長 - 懲役1年執行猶予3年
- 日興証券元常務 - 懲役1年執行猶予3年

この事件を機に国会議員が本人以外の名義で株取引をすることを禁止する仮名株取引禁止法が1999年8月6日に国会で成立した。